# Světový den zdraví
Světový den zdraví je globálním dnem povědomí o zdraví, který se každoročně slaví 7. dubna pod záštitou Světové zdravotnické organizace (WHO) a dalších spřízněných organizací.
V roce 1948 uspořádala WHO první světové zdravotnické shromáždění, které rozhodlo od roku 1950 oslavovat každoročně 7. duben jako Světový den zdraví. Světový den zdraví se koná u příležitosti založení Světové zdravotnické organizace a je vnímán jako příležitost ze strany organizace přitáhnout každý rok celosvětovou pozornost k tématu týkající se zásadního významu celosvětového zdraví. Světová zdravotnická organizace tento den pořádá mezinárodní, regionální a místní akce spojené s konkrétním tématem. Světový den zdraví uznávají různé vlády a nevládní organizace, například Světová zdravotnická rada, se zájmem o otázky veřejného zdraví, které také organizují činnosti a zdůrazňují svou podporu v mediálních zprávách.
Světový den zdraví je jednou z osmi oficiálních globálních zdravotních kampaní WHO, společně se Světovým dnem tuberkulózy, Světovým týdnem imunizace, Světovým dnem malárie, Světovým dnem bez tabáku, Světovým dnem AIDS, Světovým dnem dárců krve a Světovým dnem hepatitidy.

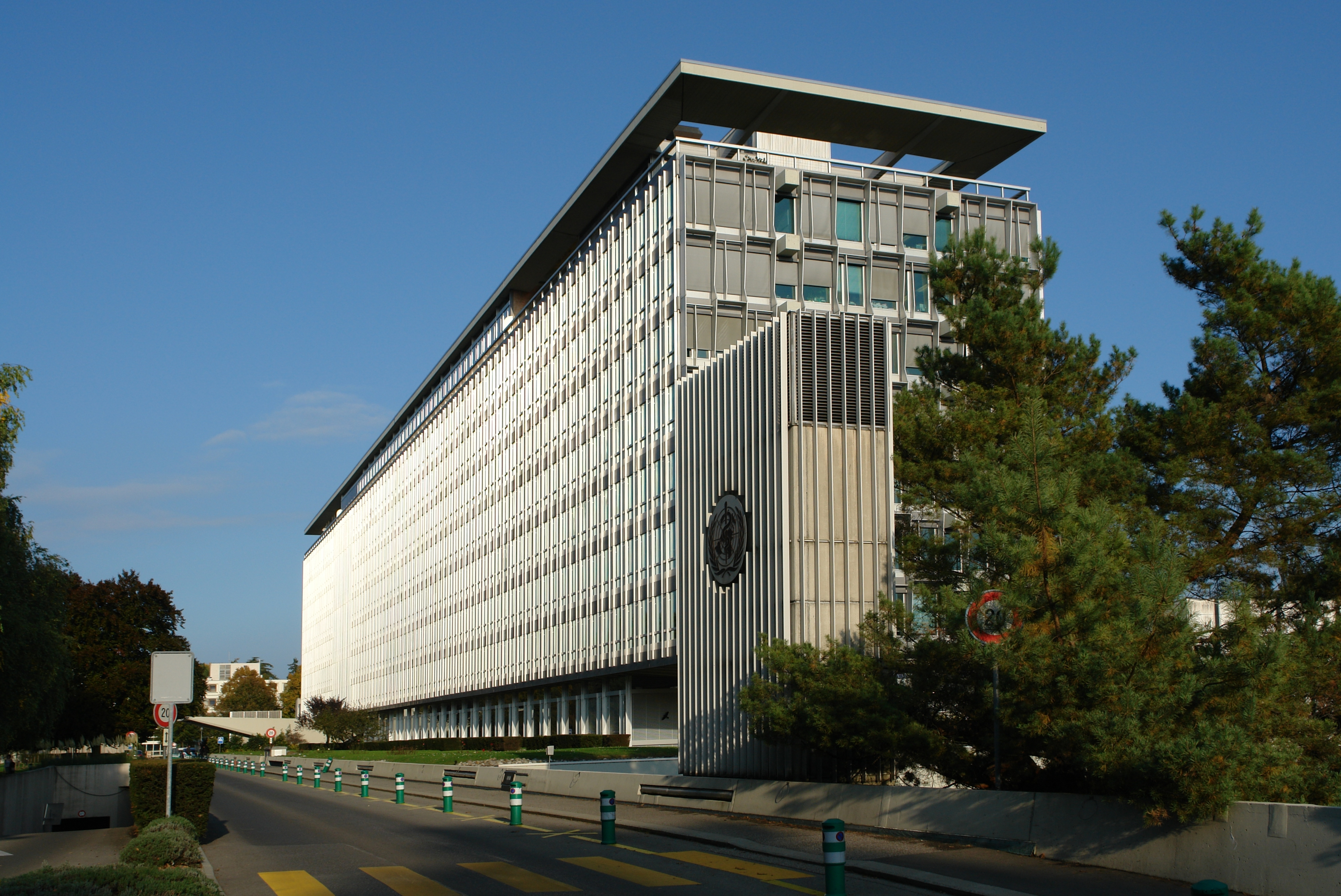
Centrála Světové zdravotnické organizace v Ženevě

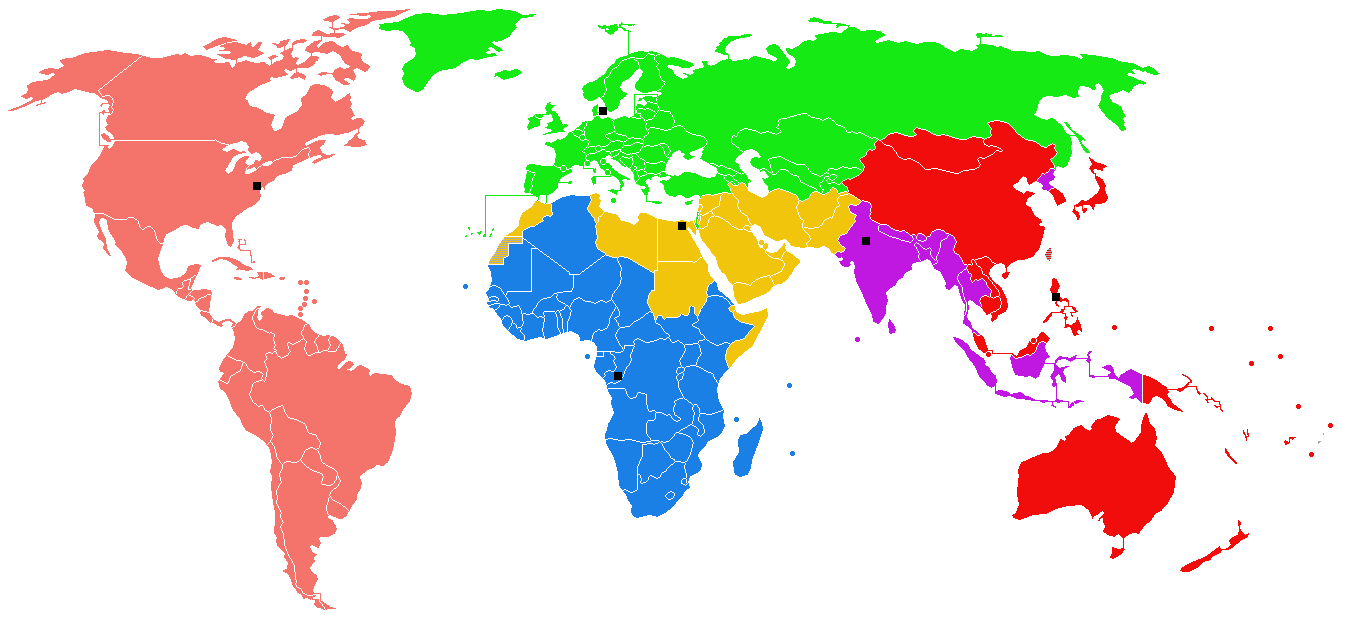
Mapa regionálních kanceláří WHO

7. duben 2020 se stal dnem oslavování zdravotních sester a porodních asistentek a připomenutím světovým lídrům jejich rozhodující roli, kterou sehrávají při udržení světového zdraví. Motto Světového dne zdraví 2020 proto zní: podporujte zdravotní sestry a porodní asistentky.